# Новолисино (Форносовское городское поселение)
Новоли́сино — деревня в Форносовском городском поселении Тосненского района Ленинградской области.

## История
На карте 1885 года на месте современной деревни обозначен Охотничий домик графа Воронцова-Дашкова.
В XIX веке эти земли административно относились к Лисинской волости 1-го стана Царскосельского уезда Санкт-Петербургской губернии, в начале XX века — 4-го стана.
Согласно карте 1913 года на месте современной деревни находилась мыза Новое Лисино.
С 1917 по 1923 год деревня Ново-Лисино входила в состав Больше-Лисинского сельсовета Лисинской волости Детскосельского уезда.
С 1923 года в составе Погинского сельсовета Гатчинского уезда.

НОВО-ЛИСИНО — колхоз Погинского сельсовета, 12 хозяйств, 57 душ.

Из них: русских — 11 хозяйств, 54 души (26 м. п., 28 ж. п.); поляков — 1 хозяйство, 3 души (1 м. п., 2 ж. п.);

НОВО-ЛИСИНО — хутора Погинского сельсовета, 19 хозяйств, 108 душ.

Из них: финнов — 12 хозяйств, 67 душ (35 м. п., 32 ж. п.); литовцев — 1 хозяйство, 4 души (3 м. п., 1 ж. п.) (1926 год)

С 1927 года в составе Детскосельского района.
С 1930 года в составе Тосненского района.

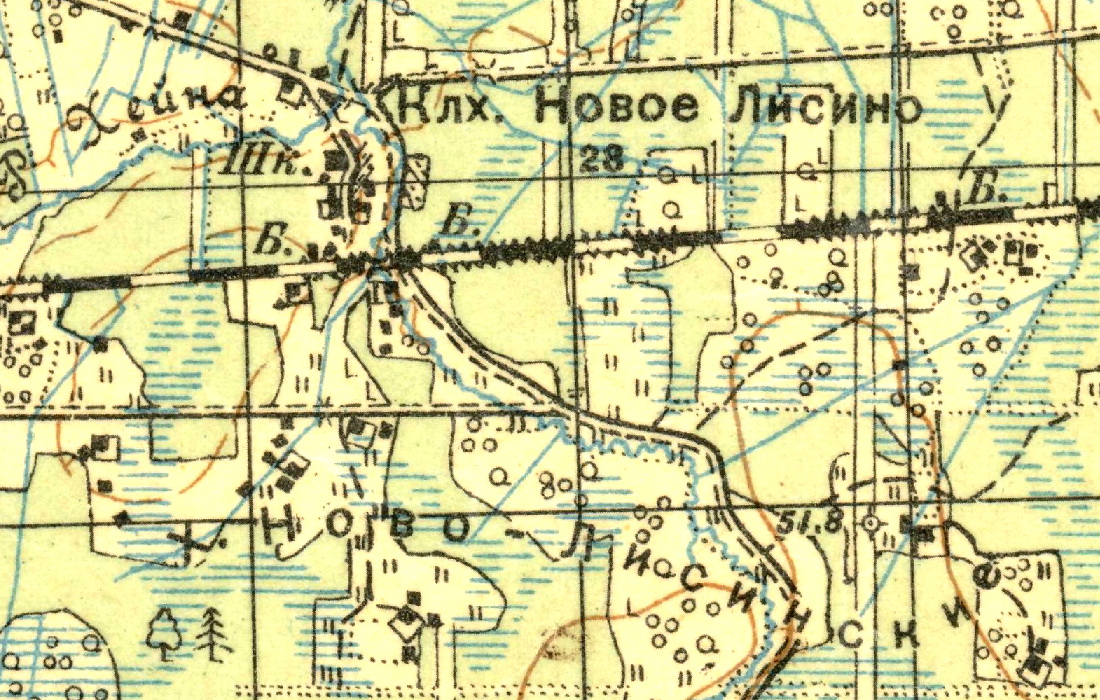
Земли деревни Новолисино. 1931 год

Согласно топографической карте 1931 года в деревне находился колхоз Новое Лисино, который насчитывал 28 крестьянских дворов и школу, а также хутора Ново-Лисинские. Хутора и колхоз входили в состав Погинского финского национального сельсовета Тосненского района.
По данным 1933 года это была деревня, которая называлась Ново-Лисено и входила в состав Погинского финского национального сельсовета Тосненского района.

План деревни Новолисино. 1939 год

Согласно топографической карте 1939 года деревня насчитывала 15 дворов.
В 1940 году население деревни составляло 307 человек.
С 1 сентября 1941 года по 31 декабря 1943 года деревня находилась в оккупации.
С 1949 года в составе Форносовского сельсовета.
С 1963 года в подчинении Тосненского горсовета.
По данным 1966, 1973 и 1990 годов деревня Новолисино входила в состав Форносовского поссовета.
В 1997 году в деревне Новолисино Форносовского поссовета проживали 57 человек, в 2002 году — было учтено 232 человека (русские — 92 %).
В 2007 году деревня относилась к Форносовскому ГП, количество жителей — 35 человек.

## География
Деревня находится в северо-западной части района на автодороге 41К-851 (подъезд к дер. Новолисино), к востоку и смежно с административного центра поселения — посёлком Форносово.
Расстояние до административного центра поселения — 3,5 км.
Через деревню протекает река Хейная, а также проходит железнодорожная линия Новолисино — Тосно.

## Демография
| 2007 | 2010 | 2017 |
| ---- | ---- | ---- |
| 35   | ↗58  | ↘28  |